# Кулгрінда (гурт)
Кулгрінда — фольклорний музичний гурт із Вільнюса, Литва, заснований у 1989 році Інією та Йонасом Тринкунасом.

## Історія
Фольклорний гурт створений у 1989 році Йонасом Трінкунасом та його дружиною Інією Трінкуніене,  лідерами сучасного язичницького руху Ромува. Із самого початку функціонував як представлення руху, гурт регулярно брав участь у заходах руху.  
Група пов’язана з неоязичницьким рухом Romuva. Часто виступає в рамках церемоній руху.
Назва гурту - назва  жемайтської підводної дамби. Музика складається з простих виступів народної музики з невеликими вокальними виступами. Співаки Кулгрінди спеціалізуються на традиційній формі поліфонічної пісні-співу, де кілька вокалістів виконують взаємопов’язані мелодії, які завдяки ритмічному повторенню створюють модель музичної експресії. Музикознавець Дайва Рачюнайте-Вичинене порівнює цю техніку з ткацтвом різнокольорового полотна.
Фольклорний гурт співпрацював з іншими виконавцями, а саме: електронним музикантом Донісом, співачкою Раса Серра та хеві-метал - група Ugnėlakis. Результатом останньої співпраці стало створення фолк-рок гурту Žalvarinis.

## Дискографія

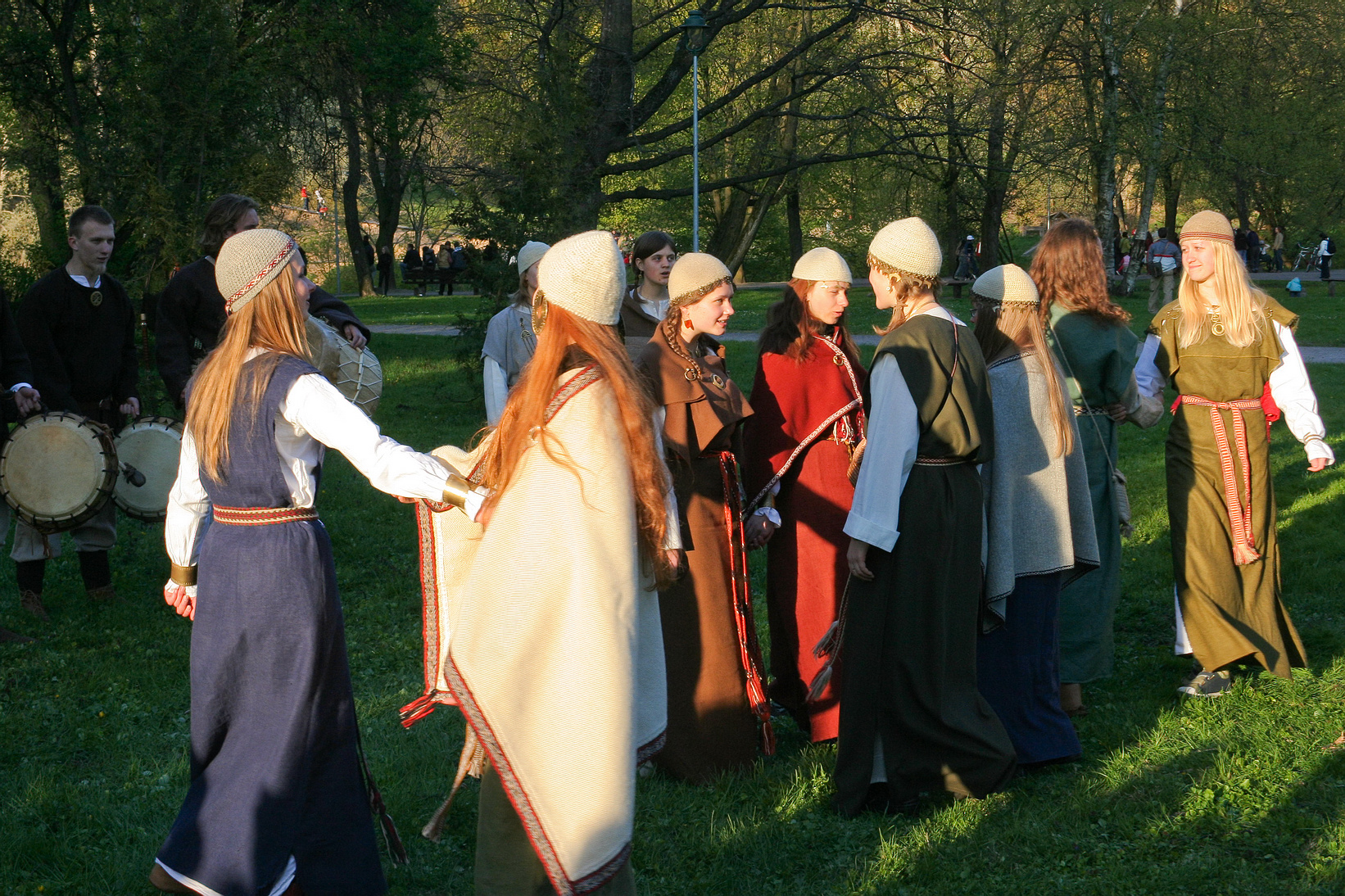
Kūlgrinda виступає у Вільнюсі в 2007 році

Альбоми Кулгрінда спочатку були випущені Dangus Records. Пізніше гурт підписав контракт з Aurea Studija.
- 1996: Kūlgrinda – касета
- 2002: Ugnėlakis su Kūlgrinda – з Угнелякісом
- 2002: Ugnies Apeigos («Обряд вогню»)
- 2003: Сотварас – з Донісом
- 2003: Perkūno Giesmės («Гімни Перкунаса »)
- 2005: Prūsų Giesmės (« Прусські гімни», співані вимерлою старопрусською мовою )
- 2007: Гісмес Саулей («Гімни сонця»)
- 2009: Giesmės Valdovui Gediminui («Гімни королю Гедиміну »)
- 2013: Giesmės Žemynai («Гімни Жеміні ») – з Донісом
- 2014: Laimos Giesmės («Гімни Лайми »)
- 2018: Giesmės Austėjai («Гімни Аустеї »)